# Anju (gastronomía)

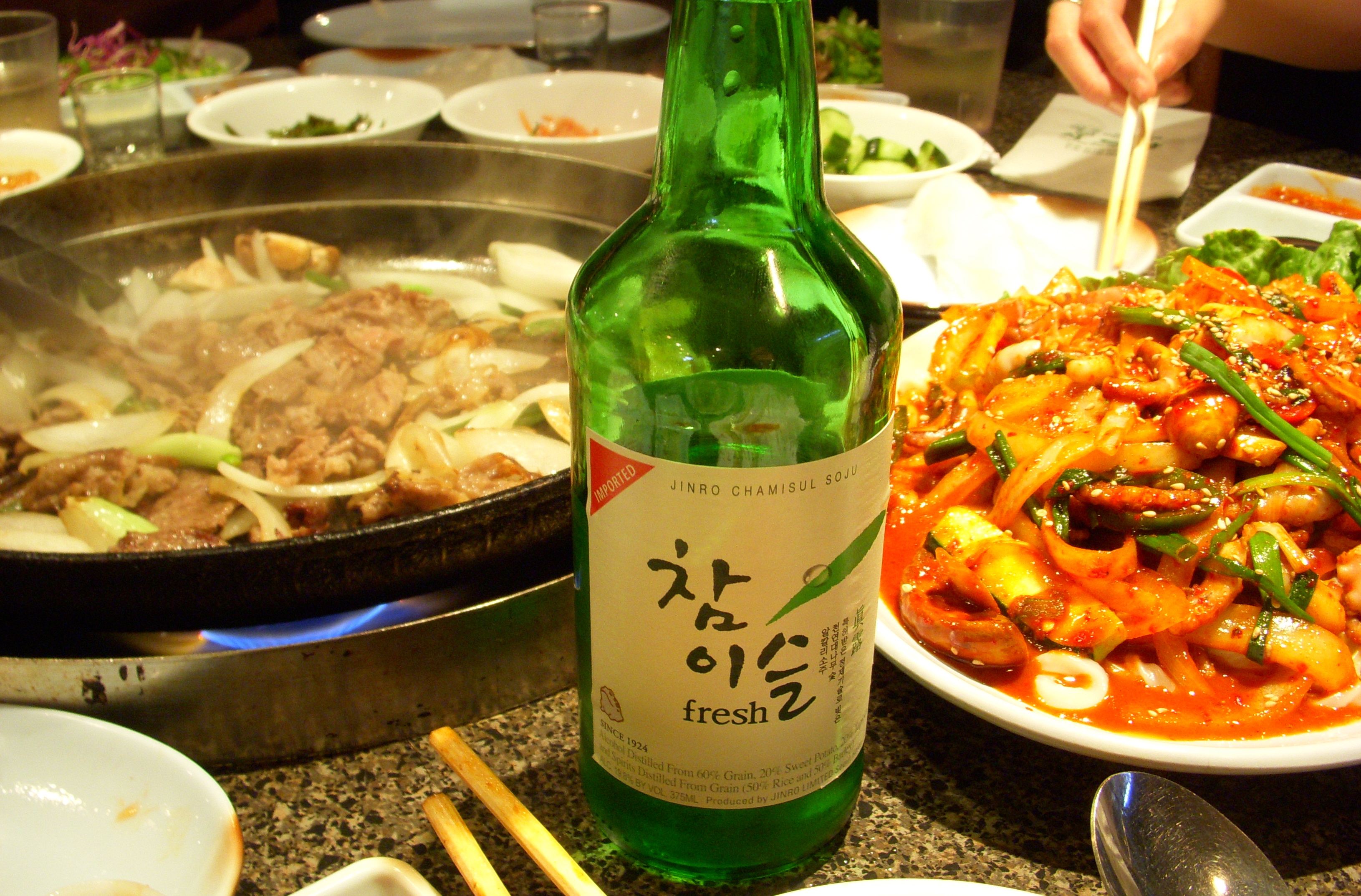
Bulgogi y nakji bokkeum servidos como anju junto a soju.

Anju (hangul 안주, pronunciado /andʑu/) es un término general para un acompañamiento coreano consumido junto a una bebida alcohólica (a menudo soju). Algunos de estos acompañamientos son diferentes de los banchan o guarniciones que acompañan a los platos coreanos normales. Algunos ejemplos de anju son: pollo frito, calamar seco con gochujang, frutas variadas, dubu kimchi (tofu con kimchi) o cacahuetes. El anju suele servirse en bares, restaurantes y karaokes que venden alcohol.